# Désaignes
Désaignes – miejscowość i gmina we Francji, w regionie Owernia-Rodan-Alpy, w departamencie Ardèche.
Według danych na rok 1990 gminę zamieszkiwało 1087 osób, a gęstość zaludnienia wynosiła 21 osób/km² (wśród 2880 gmin regionu Rodan-Alpy Désaignes plasuje się na 733. miejscu pod względem liczby ludności, natomiast pod względem powierzchni na miejscu 58.).

## Galeria

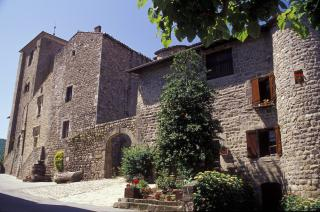
Zamek Désaignes z XIX w. (2009)
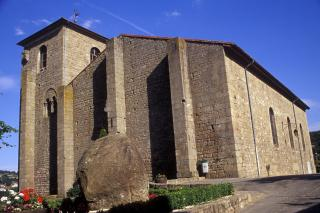
Kościół (2009)
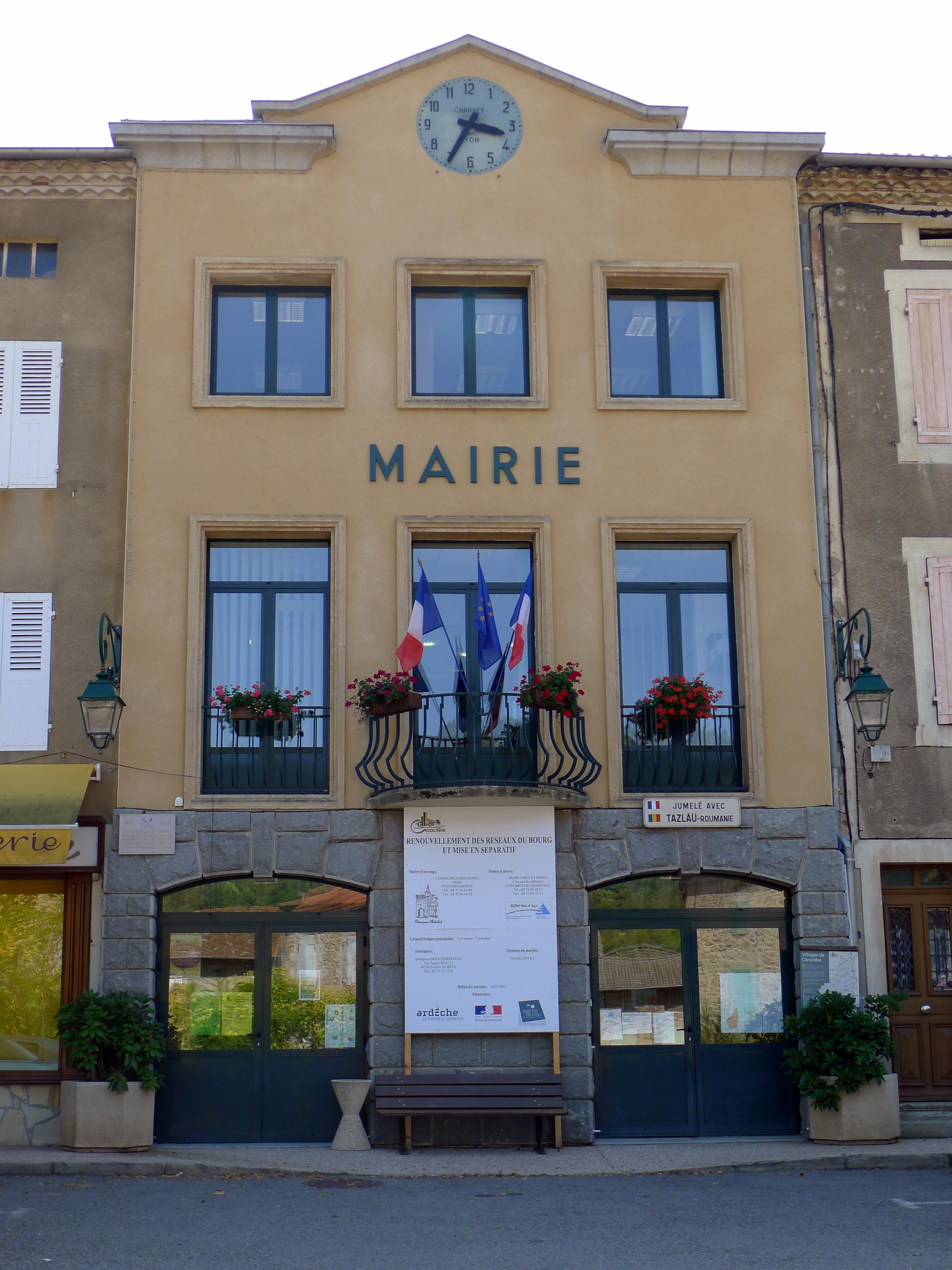
Ratusz (2011)